# Vrij Technisch Instituut Izegem
Het Vrij Technisch Instituut (VTI) van Izegem is een katholieke school die deel uitmaakt van de scholengemeenschap PRIZMA. Het VTI zorgt in deze scholengemeenschap voor het secundair onderwijs op tso- en bso- niveau.

## Geschiedenis
Het VTI van Izegem (PRIZMA campus VTI, vanaf 25 november 2013) kent zijn ontstaan als Vrije Vakschool in 1906. Onder leiding van E.H. Delputte werd een driejarige cyclus 'Beroepsleergangen in de schoenmakerij' opgericht. De lessen vonden plaats van 15 september tot 1 mei op maandagnamiddag in het gildehuis in de Kruisstraat. Het jaar daarna volgde een tweejaarlijkse cursus lederbewerking, nl. patroonmaken en snijden.
Na een verzoekschrift, gesteund door baron Charles Gillès de Pelichy, subsidieerde het ministerie van Nijverheid en Arbeid opnieuw een voordrachtenreeks voor timmerlui en schrijnwerkers. Meteen was er een tweede afdeling in de Vrije Vakschool: de houtbewerking.
Tijdens het schooljaar 1910/11 werd een nieuwe cursus over leerlooien, lederkennis en leestmaken gegeven.
Onder directeur E.H. Delaere werd in 1912 de Vrije Vakschool een echte dagschool, in de volksmond nog steeds vaak "de vakschool" genoemd.
Tijdens het schooljaar 1922/23 startte E.H. Spruytte een studierichting voor mechanica, timmerlieden en metselaars op.
In 1938 werd een dagafdeling voor schoenstiksters in het leven geroepen en werd gestart met een avondschool machinaal schoenmaken. Izegem was toen immers een centrum voor schoenmakerij.
Gezien heel wat leerlingen die in de Vrije Vakschool school liepen van buiten de regio kwamen, werd in 1946 gestart met een internaat. Dit internaat zou blijven bestaan tot het begin van de jaren 70.
Als gevolg van de laagconjunctuur werd halfweg de jaren 1950 de oudste studierichting van de schoenmakersafdeling opgedoekt en werd in plaats hiervan een volledig nieuwe studierichting mechanica opgericht. Vanaf 1960 werd er op de Italianenlaan ook een nieuw gebouw opgericht. De naam werd vanaf 11 februari 1965 officieel het "Vrij Technisch Instituut". Sindsdien bleef het instituut de technologische evoluties volgen, wat weerspiegeld werd in het aanbod. In 1964 werd de technische houtafdeling opgericht. Bso hout alsook de richting elektromechanica volgden in 1967. In 1975 zag de afdeling elektriciteit het licht en vier jaar later kwam de bouwafdeling tot stand.

In 1983 werd gestart met het vernieuwd secundair onderwijs (vso). Daardoor schakelde het secundair onderwijs in de regio (Izegem, Lendelede en Ingelmunster) over op een systeem van vier regionale middenscholen voor de eerste graad en drie Izegemse bovenbouwscholen: het Instituut de Pélichy, het Sint-Jozefscollege en het Vrij Technisch Instituut. Het vso bracht voor het VTI een nieuwe keuzemogelijkheid met zich mee met de komst van de studierichting industriële wetenschappen.
Onder directeur H. Vandromme (1991-2003) werd het aantal studierichtingen verder uitgebouwd met onder andere de studierichting elektrische installaties, industriële onderhoudstechnieken en elektriciteit-elektronica.
Onder directeur Ph. Vanhaezebrouck (2003-2013) werden ook avondcursussen elektrische installaties, houtbewerking, CAD en bedrijfsbeheer ingericht. Dit gebeurde in samenwerking met de Stedelijke Leergangen Izegem (SLIZ), die later werden opgenomen onder de koepel van het provinciaal onderwijs PCVO of "Provinciaal Centrum voor Volwassenen Onderwijs".
In 2005 werden samenwerkingsverbanden aangegaan met het "Regionaal Technologisch Centrum" (RTC) en werd de module "Moderne Aandrijftechnieken" in een nieuwe vleugel van het scholencomplex ondergebracht. Ondertussen is, als gevolg van de schaalvergroting, de vzw RTC Zuidwest-Vlaanderen opgedoekt en werd het materiaal in de laboratoria elektriciteit - vermogenelektronica - aandrijftechniek van het VTI ondergebracht.
De twee nieuwe lokalen, die in 2006 ingehuldigd werden en die in het verlengde van de nieuwe studiezaal gelegen zijn, doen nu dienst als STEM- lokalen.
Om de nauwe samenwerking met de omliggende katholieke secundaire scholen in het daglicht te plaatsen, werd op 25 november 2013 in het cultuurcentrum De Leest het VTI van Izegem omgedoopt tot PRIZMA campus VTI.

## Oud-leerlingen
- Flip Kowlier